# 村山紀昭
村山 紀昭（むらやま のりあき、1943年（昭和18年）2月11日 - ）は、日本の哲学者。専門は、哲学及び近代日本思想史。北海道教育大学元学長。札幌国際大学・札幌国際大学短期大学部前学長。北海道中川郡美深町出身。

## 来歴
北海道大学文学部卒業。同大学院文学研究科修了。北海道教育大学札幌校助教授。同教授。1998年同札幌分校主事。1999年（平成11年）北海道教育大学11代学長。2007年（平成19年）北海道教育大学退官。同名誉教授。札幌国際大学人文学部教授。2008年札幌国際大学・札幌国際大学短期大学部学長。2010年病気を理由に学長退任。札幌国際大学短期大学部総合生活学科教授。2012年札幌国際大学退職。

## 主要著書
- 日本科学者会議編『唯物論の新しい考えかた（現代人の科学: 講座 / 日本科学者会議編; 5）』（共著、大月書店、1975年）
- 『社会（現代のための哲学; 2）』（共著、青木書店、1982年）
- B・モーラン著『日本文化の記号学: 下駄履きモーランが見たニッポン大衆文化』（共訳、東信堂、1993年）
- 『北の教育と人づくりを求めて: 法人化と再編の学長八年』（星雲社、2007年）